# Пірлесс
«Пірлесс» — зенітний панцирник Російської Імператорської армії, створений на замовлення Головного артилерійського управління (ГАУ) британської фірми Вікерс з використанням шасі 3-тонної американської вантажівки «Peerless». Всього в 1916 році в Росію було поставлено 16 екземплярів панцирника. Зенітні панцирники «Пірлесс» епізодично використовувалися частинами Російської Імператорської армії в бойових діях 1917 року та багатьма протиборчими сторонами — в ході Громадянської війни в Росії.

## Історія створення
Ще в момент зародження зенітної артилерії генералітет Російської Імператорської армії задумувався про підвищення мобільності зенітних гармат і тим самим радикального підвищення ефективності ППО. Ще в 1911 році були намагання, проте безрезультатні, придбати в Німеччини для ознайомлення та дослідження один екземпляр «ультрасучасної» зброї — 65-мм протиаеростатної гармати на шасі 1,5-тонної вантажівки. Над проблемами протиповітряної оборони працювали і російські інженери-конструктори, і до початку Першої світової війни їх старання принесли вельми непогані результати. В 1914 році інженер-технолог Путиловського заводу Ф. Ф. Лендер розробляв артсистему, отриману пізніше під назвою «Зенітна гармата Лендера». Офіційно гармата носила назву 76-мм зенітна гармата зразка 1914/15 років. Для даної артсистеми полковником В. В. Тарновським була розроблена установка для монтування даної артсистеми на шасі вантажного автомобіля. По суті, полковник Тарновський був автором ідеї установки зенітних гармат на автомобільне шасі — він запропонував її ще в 1908 році.
В кінці 1914 — на початку 1915 році на Путіловському заводі були в дослідному зразку побудовані чотири зенітні панцирники Руссо-Балт тип Т, а також чотири автомобіля спорядження («зарядних ящики») Руссо-Балт тип М. З цих машин була сформована 1-а Окрема батарея для стрільби по повітряному флоті, яку очолив полковник Тарновський. Батарея вирушила на фронт, де діяла вельми успішно до 1917 року.
Крім «Руссо-Балтів», як базу для зенітних панцирників інженери намагалися використати й інші вантажівки, для чого розроблялись артсистеми, легші, ніж зенітні гармати Лендера. Так, ще в кінці 1914 року на Путіловському заводі були початі роботи по модернізації 57-мм гармати Гочкіса (в документах проходили, як «57-мм/40 клб гармати Гочкіса») для стрільби під великими кутами підвищення. В червні 1915 року було зібрано дослідний зенітний панцирник на шасі 3-тонної вантажівки «Остін». Досліди пройшли успішно, проте масовому виготовленню машин завадила пожежа на військових складах в Брест-Литовському, в результаті якої всі наявні в розпорядженні Російської Імператорської армії «57-мм/40 клб гармати Гочкіса» були знищені.
Існував, крім того, й інший спосіб забезпечити війська зенітними панцирниками — замовити їх за кордоном. «Прощупуючи ґрунт» в цьому напрямку ГАУ Російської Імператорської армії почало майже відразу після початку Першої світової війни. В результаті, в грудні 1914 року ГАУ заключило з британською фірмою «Вікерс» контракт на розробку та побудову 16-ти і 40-мм автоматичних гармат на шасі броньованих вантажівок. Фірма «Вікерс» при цьому мала свободу у виборі шасі, і в результаті зупинилась на тритонній американській вантажівці «Peerless TC3», шасі якої збиралась, крім «головної» фабрики в США, і на британському підприємстві «Уолслі» (англ. Wolseley). Правда, виконання замовлення затягнулося, і виконаний він був лише до 1 червня 1916 року. В Росію ж машини прибули лише у вересні.

## Опис конструкції
В конструктивному відношенні зенітні панцирники «Пірлесс» являли собою частково броньовані 3-тонні вантажні автомобілі «Peerless» із встановленою в кузові зенітною гарматою. При цьому рама, силовий агрегат та ходова частина вантажівки не піддавались яким-небудь суттєвим змінам. Екіпаж панцирника складався з 5 чоловік (командир машини, шофер та прислуга гармати).

### Броньований корпус
Відкритий зверху броньований корпус складався із листів катаної броньової сталі товщиною 8 мм встановленої методом клепки на кутовий каркас. Лобові листи броньованого захисту двигуна та кабіни водія установлювались під невеликим кутом нахилу для підвищення кулестійкості. При цьому скіс лобового бронелиста відсіку двигуна утворював у нижній частині щілину для доступу охолоджуючого повітря до радіатора. У броньованій кабіні водія позаду моторного відсіку розміщувались командир машини (зліва) та водій (справа). Для входу та виходу вони користувалися бронедверями в бортах корпусу, а для нагляду за полем бою користувалися крупним вікном в лобовому бронелисті кабіни, що прикривався відкидною бронекришкою. В кормовій частині розміщувалося бойове відділення простої коробчатої форми зі гарматою, прикритою спереду броневим щитком (встановлений на всі машини перед відправленням на фронт).

### Озброєння
Основним озброєнням зенітного панцирника «Пірлесс» була 40-мм автоматична гармата Vickers QF Mark II, що представляла по суті сильно збільшений кулемет. Практична скорострільність гармати досягала 90 пострілів у хвилину, живлення забезпечувалося за допомогою брезентових снарядних стрічок. Через характерний звук при пострілі, гармата була широко відома в світі під неофіційною назвою «Пом-пом». Маса артсистеми складала близько 720 кг. Гармата монтувалась у вантажному відділенні автомобіля на тумбовій установці, що допускала горизонтальне наведення в секторі 360° і вертикальне — в секторі від −5° до +80°.
Допоміжним озброєнням панцирника був 7,7 кулемет Льюїс, що перевозився в укладці в бойовому відділенні панцирника і призначався для самооборони машини в бою (введені перед відправкою на фронт).

### Двигун і трансмісія
Силовою установкою панцирника був карбюраторний рядний 4-циліндровий двигун «Peerless» рідинного охолодження потужністю 32 к.с., який забезпечував максимальну швидкість при переміщенні по шосе 45 км/год. Колісна формула панцирника — 4 на 2, задній привід.

### Ходова частина
Підвіска — залежна, на напівеліптичних стальних ресорах. В ходовій частини використовувалися дерев'яні колеса артилерійського типу з литими шинами, односкатними на передньому мосту і двоскатними — на задньому ведучому.

## Оператори
- Російська імперія
- Російська РФСР
- УНР

## Служба і бойове використання

### В Російській Імператорській армії

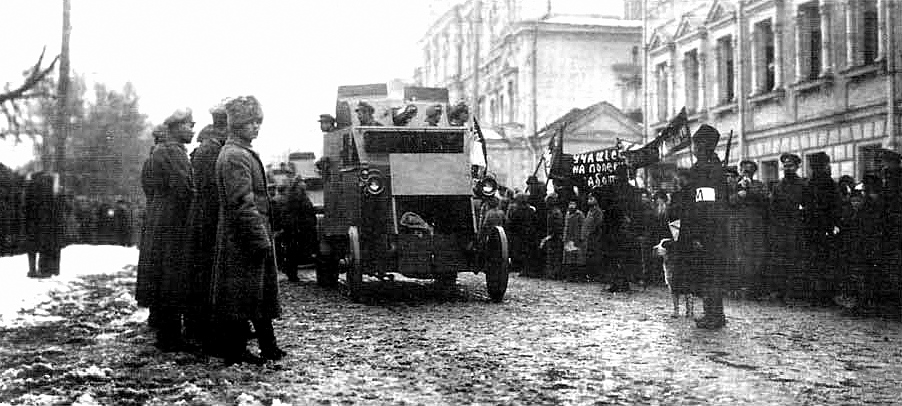
Машини 2 ОБСФ, Царське село. Весна 1917 року

Надходячи в Росію, «Пірлеси» направлялись в 1-у тяжку запасну артилерійську бригаду. По мірі комплектування, з них формували Окремі Броньовані батареї для стрільби по повітряному флоту (ОБПСПФ). Всього до січня 1917 року було сформовано чотири ОБПСПФ (1-а, 2-а, 3-я і 4-а). В ході формування батарей на панцирники встановлювалися щитки гармати, а також вводився кулемет для самооборони. Новосформовані батареї планувалося відправляти на фронт у лютому 1917 року, проте через події Лютневої революції вони, образно кажучи, «застрягли» на базі формування і вирушила на фронт лише в середині травня.
Даних про бойове використання «Пірлесів» Російською армією практично немає, проте відомо, що літом 1917 року 2-а ОБПСПФ, яка діяла у складі військ Румунського фронту, ввійшла до складу «частин смерті».

### В РСЧА і арміяхБілого руху
Після Жовтневого перевороту більшість «Пірлесів» опинилась в руках більшовиків. Тим не менш, ці панцирники в ході Громадянської війни в Росії використовувалися різними протиборчими сторонами. Після перемоги більшовиків у війні, «Пірлеси» залишались на озброєнні РСЧА до кінця 1920-х років.